# پراگ ۲۳۶۷
سیارک ۲۳۶۷ (به انگلیسی: 2367 Praha، نامگذاری:1981AK1) دو هزار و سیصد و شصت و هفتمین سیارک کشف شده‌است که در ۸ ژانویه ۱۹۸۱ کشف شد.
قدر مطلق سیارک برابر ۱۳٫۲۰ است.